# فيصل القناعي
فيصل القناعي، (6 أكتوبر 1950 - 12 يونيو 2020) إعلامي رياضي كويتي وكاتبا في صحيفة السياسة الكويتية، وأمين السر العام لجمعية الصحافيين الكويتية منذ عام 1971 وحتى عام 2017.

## مسيرته
ولد فيصل مبارك علي حسين القناعي في الكويت وتحديدا منطقة شرق - فريج القناعات عام 1950، وبدأ تعليمه الدراسي في مدارس الكويت بداية في مدارس منطقة حولي ثم انتقل إلى منطقة السالمية ودرس في (ثانوية السالمية) ثم ثانوية فلسطين في منطقة الرميثية، حتي تخرج من الثانوية والتحق في معهد المعلمين وتخرج مدرسا للتربية الفنية، وعمل مدرسا بعد تخرجه في وزارة التربية حتي تقاعده سنة 1995، أما حياته الصحفية فقد بدئها عام 1969 حيث بدأ محررا صحفيا وكاتبا وتدرج حتي تولى رئاسة القسم الرياضي في صحيفة السياسة الكويتية منذ شهر ديسمبر 1978، له العديد من المقالات في عدد من الصحف الكويتية والخليجية والعربية.

## المناصب
- رئيس تحرير مجلة الشهيد الصادرة عن اللجنة الأولمبية .[3]
- أمين السر العام لجمعية الصحافيين الكويتية.
- نائب رئيس الاتحاد الدولي للصحافة الرياضية.
- النائب الأول لرئيس الاتحاد الآسيوي للصحافة الرياضية.
- عضو لجنة الاتصالات باتحاد اللجان الأولمبية الدولية (الإكنو).
- عضو المكتب التنفيذي للاتحاد العربي للصم.
- رئيس اللجنة الإعلامية باللجنة الأولمبية الكويتية.
- الرئيس الفخري للاتحاد الآسيوي للصحافة الرياضية.
- مستشار اتحاد الصحفيين العرب.

## حياته الأسرية
متزوج من إبنة عمه حفيدة الشيخ يوسف بن عيسى القناعي ولديه ثلاث ذكور وثلاث إناث وهم :
- غازي فيصل القناعي.[4]
- مبارك فيصل القناعي.
- يوسف فيصل القناعي.

## وفاته
توفى صباح الجمعة الموافق 12 يونيو 2020 في المستشفي الاميري بعد صراع مع المرض وتم تشييع جثمانه في مقبرة الصليبيخات في الكويت.

## وصلات خارجية
- وفاة فيصل القناعي - على موقع الصفحة العربية